# 1902-ben alapított labdarúgóklubok listája
Ez a lista az 1902-ben alapított labdarúgóklubokat tartalmazza.
- Ards FC
- Blauw Wit
- CA Tigre
- CA Tucumán
- Club Social de Deportes Rangers de Talca
- Debreceni VSC
- Excelsior Rotterdam
- Fluminense Football Club
- Go Ahead Eagles
- Grazer AK
- Le Mans Union Club 72
- Lille OSC
- MVV Maastricht
- Real Madrid Club de Fútbol
- Montevideo Wanderers FC
- Norwich City FC
- Olimpia Asunción
- Stade Laval
- Tennis Borussia Berlin
- Vicenza Calcio